# Edo Kayembe
Edo Kayembe, född 3 augusti 1998, är en kongolesisk fotbollsspelare som spelar för Watford.

## Klubbkarriär
Den 7 januari 2022 värvades Kayembe av Watford, där han skrev på ett 4,5-årskontrakt. Kayembe gjorde sin Premier League-debut den 15 januari 2022 i en 1–1-match mot Newcastle United.

## Landslagskarriär
Kayembe debuterade för Kongo-Kinshasas landslag den 10 oktober 2019 i en 1–1-match mot Algeriet, där han blev inbytt på övertid mot Paul-José M'Poku.